# Набережный (Кирово-Чепецкий район)
 Набережный  — поселок в Кирово-Чепецком районе Кировской области в составе Пасеговского сельского поселения.

## География
Расположен на расстоянии примерно 14 км по прямой на юг от центра поселения села Пасегово на правом берегу реки Быстрица.

## История
Поселок известен с 1978 года, в 1989 году 44 жителя. Начинал строиться в начале 1950-х годово как поселок Быстрицкой ГЭС от Оричевского района. В 1970 году ГЭС уже не работала и поселок получил нынешнее название.

## Население
Постоянное население составляло 54 человека (русские 96%) в 2002 году, 45 в 2010.